# تاريميش
تاريميش هي قرية في مقاطعة خوي، إيران. يقدر عدد سكانها بـ 284 نسمة بحسب إحصاء 2016.